# Transvaalkolonie
De Transvaalkolonie was van 1877 tot 1881 en van 1902 tot 1910 een Britse kolonie in Zuidelijk Afrika. Beide keren ontstond de kolonie door de annexatie van de onafhankelijke Zuid-Afrikaansche Republiek (Transvaal).

## Eerste annexatie
De eerste annexatie van Transvaal vond plaats in 1877 onder het staatspresidentschap van Thomas François Burgers. Paul Kruger leidde hierna massale protestbijeenkomsten die leidden tot de onafhankelijkheidsverklaring in 1880. Nadat de Eerste Boerenoorlog werd gewonnen door de Boeren kreeg Transvaal zijn onafhankelijkheid terug als de Zuid-Afrikaansche Republiek.

## Tweede annexatie
Na de Tweede Boerenoorlog werd Transvaal opnieuw geannexeerd. Bondgenoot Oranje Vrijstaat onderging hetzelfde lot en werd omgedoopt tot de Oranjerivierkolonie.

## Unie van Zuid-Afrika
In 1910 werden de Transvaalkolonie, Oranjerivierkolonie, Kaapkolonie en Natal verenigd in de Unie van Zuid-Afrika en werd de kolonie omgedoopt tot de gelijknamige provincie die bleef bestaan tot 1994.